# Die Abenteuer von Rocky & Bullwinkle
Die Abenteuer von Rocky & Bullwinkle (The Adventures of Rocky and Bullwinkle) ist eine US-amerikanisch-deutsche Filmkomödie von Des McAnuff aus dem Jahr 2000.

## Handlung
Die Zeichentrickserie The Rocky and Bullwinkle Show wurde im Jahr 1964 abgesetzt. Nach der Abschaffung des Eisernen Vorhangs können die Bösewichte der Serie Natasha Fatale, Boris Badenov und der Furchtlose frei reisen. Sie verlassen Pottsylvania und erscheinen in der realen Welt.
Der Furchtlose handelt mit der Managerin Minnie Mogul einen Vertrag über die Produktion eines Films aus. Die Bösewichte verwandeln sich in reale Menschen. Sie wollen die Bevölkerung der USA mit dem Fernsehprogramm des Senders Really Bad Television (RBTV) hypnotisieren, damit der Furchtlose zum Präsidenten gewählt wird. Die FBI-Agentin Karen Sympathy wird mit dem Fall beauftragt.
Das Hypnotisieren der Bevölkerung gelingt, der Furchtlose wird gewählt. Karen Sympathy flieht nach Los Angeles, wo sie Rocky und Bullwinkle in die reale Welt holt. Gemeinsam reisen sie nach New York City, wo sich die Zentrale des Senders RBTV befindet. Unterwegs werden sie von Natasha Fatale und Boris Badenov mit Sprengstoff angegriffen. Fatale gibt sich später als Sympathy aus und meldet ihr Fahrzeug als gestohlen. Sympathy wird in Oklahoma festgenommen. Rocky und Bullwinkle fahren weiter.
Sympathy flieht aus dem Gefängnis Red Bait Prison. Sie schließt sich erneut Rocky und Bullwinkle an. Sympathy und Rocky erreichen New York, während Bullwinkle irrtümlich nach Washington, D.C. fährt. Er lässt sich von dort via E-Mail ins RBTV-Gebäude schicken, in das ebenfalls Sympathy und Rocky eindringen. Die Bösewichte werden wieder in Cartoonfiguren verwandelt. Der Sender wird in Rocky and Bullwinkle Television umbenannt.

## Kritiken
Kenneth Turan schrieb in der Los Angeles Times vom 30. Juni 2000, dass der auf den Zeichentrickserien Rocky and his Friends und The Bullwinkle Show vom Anfang der 1960er Jahre basierende Film im Geist seiner Vorbilder gemacht worden sei. Der Regisseur Des McAnuff, der bereits Regie bei den Realverfilmungen der Zeichentrickserien geführt habe, verstünde es, mit welcher „Sensibilität“ solche Arbeiten durchzuführen seien. Turan lobte das als eine „Geheimwaffe“ des Films bezeichnete Drehbuch. Der Film beinhalte zahlreiche Anspielungen auf andere Filme wie die Imitation der Sprechweise von Robert De Niro im Film Taxi Driver. Piper Perabo spiele ihre Rolle „nett“.
Das Lexikon des internationalen Films schrieb, der Film nutze sein „satirisches Potenzial“ kaum und verzettele sich in „bemühter oder grotesker Komik“.

## Auszeichnungen
Jason Alexander und Rene Russo wurden im Jahr 2001 für den Saturn Award nominiert. Rene Russo wurde 2001 für die Goldene Himbeere nominiert. Der Film wurde 2001 für den Taurus Award nominiert.

## Hintergrund
Der Film wurde in Kalifornien, in Illinois, in New York und in Washington, D.C. gedreht. Seine Produktionskosten betrugen schätzungsweise 76 Millionen US-Dollar. Der Film spielte in den Kinos der USA ca. 26 Millionen US-Dollar ein. In Deutschland wurde er ab dem 17. Mai 2001 als VHS vertrieben.